# 뉴욕 필하모닉
뉴욕 필하모닉(New York Philharmonic)은 미국의 대표적인 관현악단이다. 시카고 심포니 오케스트라, 클리블랜드 오케스트라, 보스턴 심포니 오케스트라, 필라델피아 오케스트라와 함께 '미국의 5대 관현악단'의 대표 관현악단으로 불려왔다.

## 역사

### 초창기

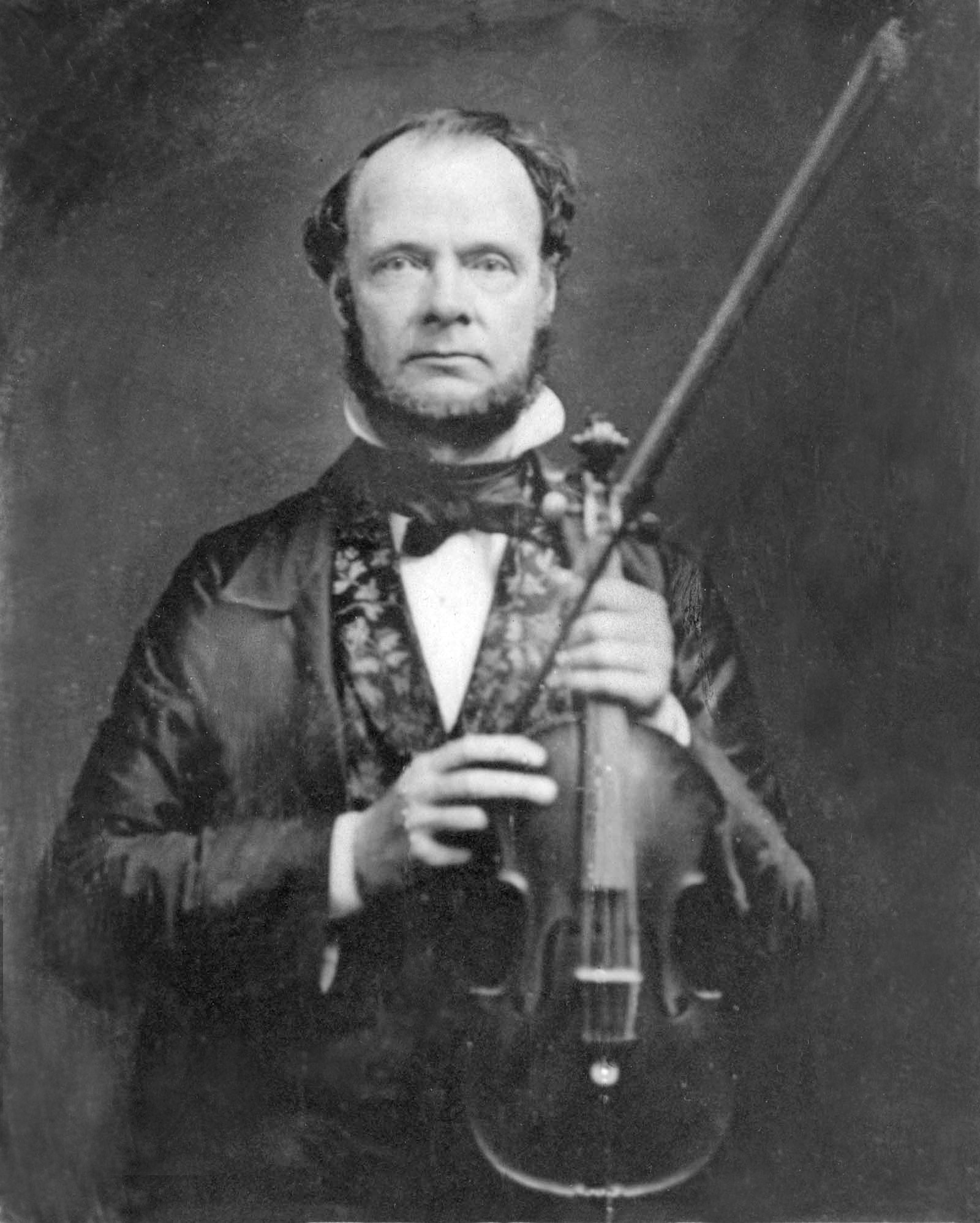
뉴욕 필하모닉의 설립자 유렐리 코렐리 힐.

미국이 영국으로부터 독립한 뒤 관현악 연주 단체가 몇 차례 결성되었으나, 대부분 오래 가지 못하고 해체되었다. 1842년 유렐리 코렐리 힐(Ureli Corelli Hill)이라는 바이올리니스트가 주축이 되어 뉴욕 시에 필하모닉 협회를 설립하고 그 해 12월 7일에 아폴로 룸즈라는 소규모 공연장에서 첫 연주회를 가졌다. 힐은 1847년에 오하이오주로 이주할 때까지 상임 지휘자를 맡았으며, 후임으로는 테오도르 아이스펠트와 칼 버그만, 레오폴트 담로슈가 차례로 임명되었다. 그러나 단원들은 적은 임금 등으로 인한 불만 등으로 자주 교체되었으며, 생활고를 타개하기 위한 부업 활동 등으로 인해 연주력이 답보 상태에 있었다.
1877년에 시어도어 토머스가 상임 지휘자로 부임하면서 악단의 분위기와 처우를 쇄신하기 시작했고, 이어 취임한 헝가리 출신의 안톤 자이들도 드보르자크의 교향곡 제9번 '신세계로부터'를 초연하는 등의 활동으로 악단의 연주력 향상과 레퍼토리 확대에 크게 기여했다. 1909년에는 말러가 상임 지휘자로 초빙되었고, 동시에 단원 증원과 운영권 재정비 등의 개혁이 단행되었다.

### 제1차세계대전 이후의 확장
1921년 내셔널 교향악단(현 워싱턴 내셔널 교향악단과 다름)을, 1923년 뉴욕 시티 교향악단을 흡수하면서 빌럼 멩엘베르흐와 조지프 스트란스키의 두 지휘자가 상임직을 동시에 맡는 쌍두체제가 출범했다. 1924년에는 교육자로도 유명한 작곡가 어니스트 셸링에 의해 청소년을 위한 콘서트(Young Peoples Concert)가 시작되었다.
1925년부터 2년간 빌헬름 푸르트벵글러가 필하모니에서 객원지휘를 집중적으로 맡았다. 그 후 1927년부터 아르투로 토스카니니가 멩겔베르크의 쌍두체제를 대체했고 1928년 3월 20일에는 최대 라이벌이었던 뉴욕교향악단을 흡수했다.이에 따라 명칭은 뉴욕 필하모닉 교향악단이 됐으며 뉴욕 시에서 유일한 연주회 전문 관현악단으로 거듭났다. 이 흡수합병 때 오디션을 담당한 것은 멩겔베르크다. 또 토스카니니 시대에는 목관악기, 특히 바순에 독일식 시스템을 채택함으로써 연주의 기동성이 개선되었고, 현악 파트에는 유대계 연주자를 포진시켜 표현이 풍부한 연주를 들려줬다. 토스카니니의 엄격한 훈련과도 맞물려 정확한 앙상블이 좋은 평가를 받았다.
1930년 유럽 연주 여행에서는 아직도 미국 오케스트라를 낮게 보는 풍조가 강했던 당시 유럽 악계에 큰 충격을 안겼다.오늘날에도 1930년대가 뉴욕 필의 전성기였다고 평가하는 시각도 있다. 1933년 나치 독일이 세워지자 박해를 피해 도망쳐 온 유대계 연주자가 많아져 쥬욕 필(Jew York Philharmonic)이라는 별명으로 불리기도 했다.
1936년 토스카니니가 뉴욕 필 상임에서 물러났고, 그 후임으로는 푸르트벵글러가 거론되었으나 나치스의 압력과 푸르트벵글러 자신의 거절 등으로 무산되었고, 프리츠 부쉬가 거론됐으나 성사되지 않아 당시 아직 30대였던 존 바비롤리가 임명되었다. 바비롤리는 청신한 기풍을 불어 넣었지만 어쨌든 대카리스마 이후에는 경험 부족을 부인할 수 없어 오케스트라는 침체기에 접어들었다. 이듬해 1937년에는 같은 뉴욕을 연고로 전 상임지휘자였던 토스카니니를 상임으로 NBC 교향악단이 설립됐다. 바비롤리는 운영진들과 후원자들의 인기를 얻지 못해 1941년에 물러났으며, 1942년부터 1943년에 거쳐 창립 100주년을 기념하는 때에도 상임을 두지 않고 객원지휘자들이 지휘를 맡았다.
1943년부터는 아르투르 로진스키가 상임직을 맡았다. 이 때 음악감독(director) 칭호가 신설됐다. 1943년 11월 14일에는 당시 부지휘자였던 레너드 번스타인이 브루노 발터의 대역으로 뉴욕 필에서 전설적인 데뷔를 했다. 당시 지휘한 곡은 리하르트 슈트라우스의 《돈키호테》, 로베르트 슈만의 《만프레드 서곡》, 로저 미클로시의 주제, 변주와 종곡, 앵콜곡으로 리하르트 바그너의 《뉘른베르크의 명가수》 전주곡이 연주되었다.
약 2년 간의 공백 후 임명된 아르투르 로진스키도 특유의 가혹한 연습 방식 등으로 인해 단원들과 불화를 빚어 1947년 사임했다.

### 제2차세계대전 후, 발터와 미트로풀로스
1943년에 임명된 로진스키는 엄격한 훈련으로 뉴욕 필을 다시 세워가고 있었지만 특유의 가혹한 연습 방식 등으로 인해 단원들과 불화를 빚었고, 현대 클래식 음악을 프로그램에 적극 삽입했기에 이사회의 반발을 샀다. 그는 바지 엉덩이 주머니에 권총을 넣고 오케스트라와의 연습에 임했다고 전해진다. 결국 1947년 사임했다. 1947년부터 1949년까지 또다시 음악감독을 두지 않았고 브루노 발터가 음악고문의 직책으로 뉴욕 필을 이끌었다.
1949년부터 1950년에는 레오폴드 스토코프스키와 그리스 출신 디미트리 미트로풀로스가 뉴욕필을 이끌었다. 미트로풀로스는 1951년 음악감독이 됐다. 그는 리허설부터 모든 것을 암보로 한다는 경이로운 기억력을 지녔고, 날카로운 해석과 집중력 있는 연주로 높은 평가를 받았다. 그러나 로진스키처럼 프로그램에 현대곡을 많이 삽입했는데, 이것이 단원과 보수적 청중으로부터 반감을 샀다. 오케스트라는 구심력을 되찾지 못한 채 침체가 이어지면서 뉴욕 음악계와 대중매체에는 필하모닉 구세주가 필요하다는 논조가 나타났다.

### 번스타인의 시대

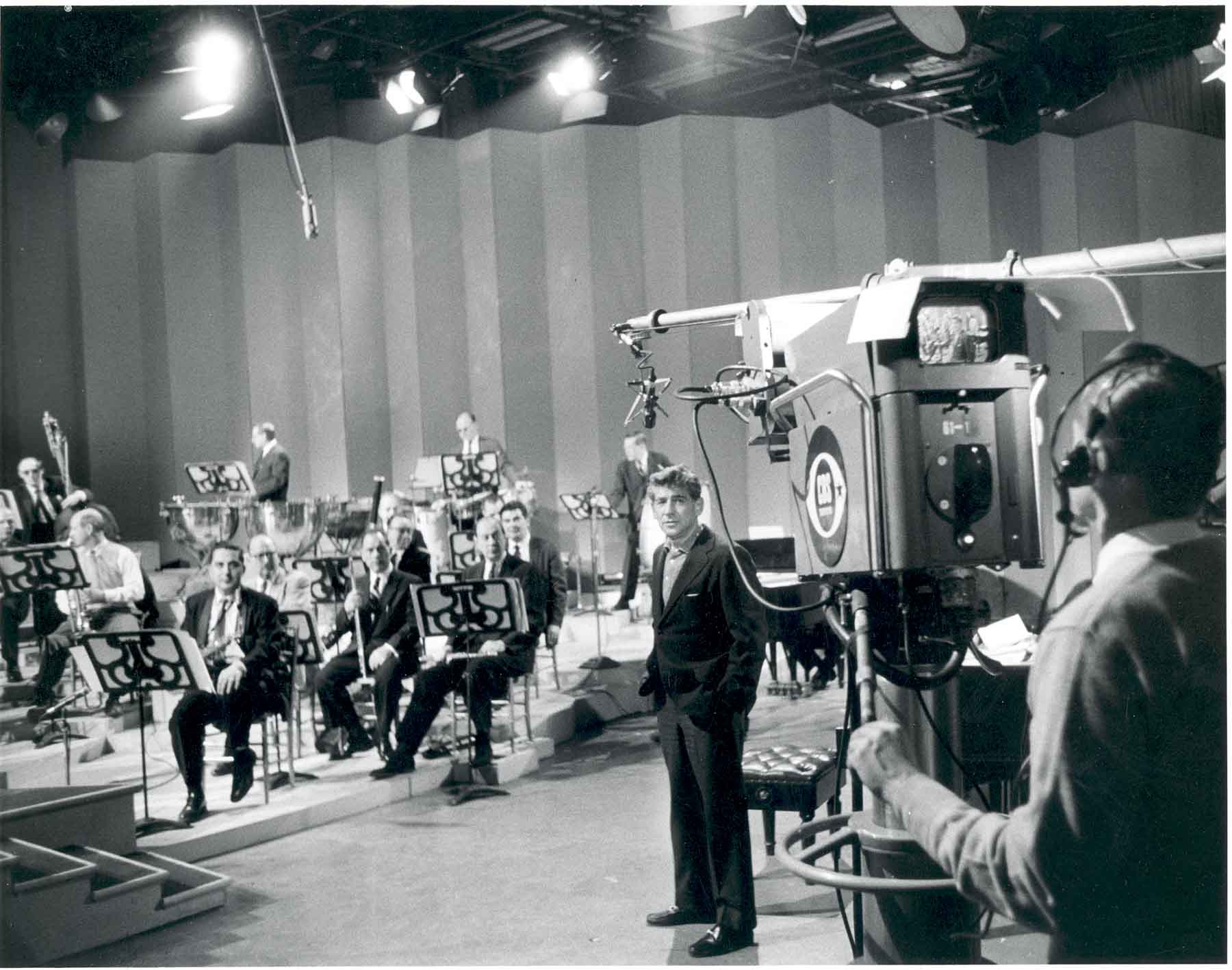
CBS TV에서 리허설을 하는 번스타인과 NYP

1957년 음악감독 미트로풀로스는 수석지휘자라는 직함으로 바뀌면서 같은 지위를 젊은 미국인 지휘자 레너드 번스타인과 공유하게 되었다. 이듬해 1958년 침체된 뉴욕필을 구해야 한다는 여론에 부응하듯 번스타인이 미국인 최초로 뉴욕 필의 음악감독이 됐다. 그는 콘서트 횟수를 늘려 악원 고용 형태도 안정시켰고, 음반 녹음도 적극적으로 임했다. 번스타인 시대에 악단의 정식 명칭도 뉴욕 필하모닉 교향악단에서 뉴욕 필하모닉으로 바뀌었다.
번스타인의 화려한 지휘와 명쾌한 음악 해석, 그리고 무엇보다 풍부한 음악적 재능은 오케스트라 단원들을 순식간에 길들였다. 그의 스타성과 맞물려 음반과 TV 방송에도 이목이 쏠리며 소위 뉴욕 필의 황금시대가 시작되었다. 1958년부터 1973년까지 번스타인이 맡은 《청소년 음악회(Young People's Concert)》는 주제 선정뿐만 아니라 악곡 선정과 구성, 대본 집필 모두 번스타인 자신이 맡았다. 1961년에는 본거지를 링컨 센터 내 데이비드 게핀홀(개장 당시 명칭은 필하모닉홀)로 옮겼다.
번스타인은 음악감독에서 물러난 뒤에도 계관 지휘자로서 이 오케스트라와 밀접한 관계를 유지하며 마지막 해까지 연주회에서의 협연과 녹음을 거듭했다. 1960년대 세계 최초로 말러 교향곡 전집을 완성시키기도 했다. 이 밖에 베토벤, 슈만, 브람스, 차이코프스키, 시벨리우스 교향곡 전집과 모차르트, 하이든, 멘델스존, 슈베르트, 드보르자크, 쇼스타코비치의 주요 교향곡을 녹음했으며 관현악 작품과 협주곡도 바로크 고전에서 현대곡까지 방대한 수의 음반을 남겼다. 자신의 작품을 포함해 코플랜드, 엘리엇 카터, 루카스 포스, 윌리엄 슈만 등 현대 미국 음악을 적극 연주했다. 아이브스 교향곡 2번을 세계 초연(1951년)한 것도 번스타인 지휘와 뉴욕필이다.

### 번스타인 이후
번스타인이 1969년에 유럽 활동을 위해 사임한 뒤 조지 셀이 브루노 발터처럼 음악 고문 직책을 잠시 맡았고, 이어 피에르 불레즈가 상임 지휘자로 발탁되었다. 불레즈는 동시대의 현대 음악이나 기존 작품들의 파격적인 해석 등으로 젊은 층이나 진보적인 애호가들의 관심을 끌었으나, 보수적인 운영진과 단원들 사이의 갈등과 청중 동원의 미흡함 등으로 인해 1977년에 사임했다. 불레즈의 후임으로는 주빈 메타가 기용되어 1991년까지 재임했으나, 악단의 연주력이 점차 하락세에 접어들고 있다는 비판이 계속되었다.
1991년부터는 쿠르트 마주어가 음악감독을 맡았고, 악단에 대한 공헌을 인정받아 퇴임 시 악단 사상 첫 명예 음악 감독 칭호를 받았다. 그 뒤를 이은 로린 마젤은 2009년까지 활동했다. 마젤의 후임으로는 앨런 길버트가 맡았고, 그 뒤의 얍 판 츠베덴은 서울시향에서 2024년부터 음악감독직을 맡았다. 구스타보 두다멜이 2026년에 지휘를 맡기로 예정되어 있다.

## 2008년 평양 공연
2007년 12월에 발표된 뉴욕 필의 평양 공연은 큰 화제를 모았다. 조선민주주의인민공화국에서는 그 동안 전통적인 우방국이거나 수교국의 악단들인 모스크바 국립음악원 교향악단, 중국 국립 교향악단, 독일 청소년 필하모닉 오케스트라(융에 도이체 필하모니) 등이 공연을 가진 바 있었으나, 적성국으로 여겨지고 있는 미국의 관현악단이 북한을 방문하는 것은 이번이 처음이었다.
미국 국무성은 뉴욕 필의 북한 방문을 허가했고, 국무성 장관 콘돌리자 라이스는 공연 개최를 환영한다는 입장을 밝혔다. 그러나 라이스는 이 공연이 북미 관계에 커다란 변화를 가져올 것은 아니라는 유보적인 견해를 표명하기도 했다. BBC 특파원은 뉴욕 필하모닉의 평양 공연이 북한과 미국 사이에 가장 탁월한 문화적 교류가 될 것이라고 전망했고, 북한에서는 300여 명에 가까운 파견단의 입국을 허용하는 등 전례없는 행보를 보였다. 자린 메타 뉴욕필 사장은 "이번 일정은 사람들을 한데로 묶는 음악의 힘을 보여주는 것" 이라고 밝혔다.
뉴욕 필과 로린 마젤은 2008년 2월 25일에 베이징에서 아시아나 항공 특별기 편으로 평양에 도착하였고, 이튿날 김원균명칭평양음악대학과 공연장인 동평양대극장에서 각각 마스터클래스와 무대 리허설을 가진 뒤 오후 6시경 조선민주주의인민공화국 국가와 미국 국가가 차례로 연주되면서 연주회가 시작되었다. 연주회 프로그램은 다음과 같다;
- 1. 바그너: 오페라 '로엔그린' 제3막 전주곡
- 2. 드보르자크: 교향곡 제9번 '신세계로부터'
- 3. 거슈윈: 교향시 '파리의 미국인'
- 앵콜 1. 비제: 모음곡 '아를의 여인' 제2번 중 파랑돌
- 앵콜 2. 번스타인: 오페레타 '캔디드' 서곡 (무지휘 연주)
- 앵콜 3. 최성환: 관현악 '아리랑'

이 공연은 조선중앙방송과 문화방송, 유로아츠 인터내셔널과 ARTE 프랑스 등의 방송사들에 의해 전 세계로 실황 중계되었으며, DVD도 발매되어 있다.
그러나 음악 애호가를 자처하던 김정일 국방위원장은 공연장에 나타나지 않았고, 공연 시작 전부터 미국 국내외의 보수적인 언론사들에서는 이 공연이 가장 폐쇄적인 국가에서 열리는 전시 효과만을 추구한 것이라며 사설 등을 통해 비판하기도 했다. 북한 측에서는 이 공연을 위해 공연장인 동평양대극장의 무대 천정 위에 음향 반사판을 추가로 설치하는 등 음향 보수 공사를 단행했고, 대한민국과 미국 측 인사들의 관람석을 마련하는 등 협조적이고 유화적인 태도를 보였다. 뉴욕 필은 이어 27일에 모란봉극장에서 조선국립교향악단 단원들과 소규모 합동 실내악 연주와 공개 총연습을 실시했으며, 28일에는 서울로 이동해 공연하였다.

## 주요 공연장과 녹음들
초기에는 브로드웨이의 극장을 전전하면서 공연하고 있었으나, 메트로폴리탄 오페라극장과 카네기 홀, 브루클린 음악 아카데미 등의 홀이 건립되자 해당 홀들에서 연주회를 가지기 시작했다. 1962년에는 링컨 센터의 에이버리 피셔 홀이 완공되자 상주 악단이 되어 활동하고 있다.
뉴욕 필의 최초 녹음은 1917년에 제작되었으나, 본격적인 녹음 작업은 전기 녹음이 보편화된 1920년대 후반부터 멩엘베르흐와 토스카니니에 의해 시작되었다. 토스카니니는 베토벤 교향곡을 빅터(현 RCA)에 녹음했고, 토스카니니의 후임이었던 바비롤리도 컬럼비아(현 소니 클래시컬)에 협주곡을 중심으로 레코드를 취입했다. 발터도 컬럼비아에 독일 음악 위주로 녹음을 남겼다.
가장 많고 폭넓은 레퍼토리의 녹음들은 번스타인 재임 중에 만들어졌으며, 이 시기의 녹음들은 소니 클래시컬의 'Bernstein Centuries' 시리즈로 재발매되어 있다. 특히 말러 교향곡 전곡 녹음은 세계 최초의 전집 녹음이라는 점에서 중요하게 다루어지고 있다. 번스타인은 상임 지휘자 사임 후에도 계관 지휘자로 뉴욕 필의 연주회를 종종 지휘했으며, 이 연주회의 실황 녹음들은 도이체 그라모폰을 중심으로 출반되어 있다.
불레즈와 메타도 CBS-소니 클래시컬에 녹음을 남겼으나 대중적인 인기를 얻지는 못했으며, 이후 계속되는 연주력 문제에 대한 비판으로 인해 평가 절하되고 있다. 뉴욕 필 측은 방송 음원을 토대로 자체 제작 시리즈물을 출반하거나 도이체 그라모폰 등을 통해 실황 녹음을 온라인 발매하는 등 새로운 판로를 모색 중이며, 홈페이지에서는 팟캐스트를 통해 공연의 프리뷰나 곡목 해설 등을 제공하는 서비스도 시작하고 있다.

## 역대 상임 지휘자
- 유렐리 코렐리 힐 (1842-1847)
- 테오도르 아이스펠트 (1848-1865)
- 칼 버그만 (1855-1876)
- 레오폴트 담로슈 (1876-1877)
- 시어도어 토머스 (1877-1891)
- 안톤 자이들 (1891-1898)
- 에밀 파우어 (1898-1902)
- 월터 담로슈 (1902-1903)
- 바실리 사포노프 (1906-1909)
- 구스타프 말러 (1909-1911)
- 요제프 스트란스키 (1911-1923)
- 빌럼 멩엘베르흐 (1922-1930)
- 아르투로 토스카니니 (1928-1936)
- 존 바비롤리 (1936-1941)
- 아르투르 로진스키 (1943-1947)
- 브루노 발터 (1947-1949. 음악 고문)
- 레오폴드 스토코프스키 (1949-1950)
- 디미트리 미트로풀로스 (1949-1958)
- 레너드 번스타인 (1958-1969)
- 조지 셀 (1969-1970. 음악 고문)
- 피에르 불레즈 (1971-1977)
- 주빈 메타 (1978-1991)
- 쿠르트 마주어 (1991-2002)
- 로린 마젤 (2007-2009)
- 앨런 길버트 (2009-2017)
- 얍 판 츠베덴 (2018-)